# グローランサーシリーズ
グローランサーシリーズ（英: GROW LANSER SERIES）は、アトラスより発売されているコンピュータRPGのシリーズ作品。開発は第1作目から『IV』までがキャリアソフト、『V』と『VI』は同社からアトラスに移籍したスタッフが中心となった「チーム・キャリア」が担当した。

## 概要
略称としては「GL」と表記されることが多い。その他「グロラン」などと呼ばれることもある。ナンバリングタイトルのジャンルは全て「ノンストップドラマチックRPG」で、第1作以外にはサブタイトルが存在する。「グローランサー」とは「光の救世主」の意味を持ち、各作品の主人公を指す言葉である。
『II』のみRPGというよりはシミュレーションRPGに近いシステムになっていて、他の作品とゲーム性やシナリオの描き方がやや異なる。『II』以外の各作品の違いとしては、『I』と『Ⅳ』はシンボルエンカウント（移動マップ中に敵の姿が視認できて、敵の視界に入ると戦闘開始）で、『Ⅲ』はフィールドマップ上のみランダムエンカウントという違いがある。画面内の敵を全滅させれば勝利だが、同じマップの画面外に敵がいた場合は戦いの気配を嗅ぎ付けて接近して来る。『III』のダンジョンでは別のマップからも敵が乱入する場合がある。そして、『V』と『VI』はシームレス戦闘が採用されており、移動マップと戦闘マップの区別が完全に取り払われた。その為、画面内の敵だけでなく、マップ内の敵を全て倒さなければ戦闘終了とはならない（その場合でも倒した敵に応じた経験値や戦利品は手に入る）。
1999年にシリーズ第1作が発売。2005年には『グローランサーIV Return』がシリーズ初の番外編として発売された。2009年には第1作がPSPでリメイクされ、初めての携帯ゲームでの発売となった。2011年には第4作が大幅な追加要素を加え、新生作としてPSPにリメイクされた。
作品の舞台は『I』〜『III』までが同一の世界で、時系列では『III』が最も古く次に『I』、『II』と続く。『V』と『VI』も共通した世界である。『IV』のみが完全に独立した世界となっているが、『I』〜『III』の世界とも次元を隔てた繋がりがある。
キャラクターデザイン・作画監督は全編を通してうるし原智志が担当している。

## ゲームシステムの特徴

### 戦闘
『ノンストップドラマチックRPG』と銘打たれた、独自のゲームシステムが最大の特徴。本シリーズは戦闘もシナリオの一部と位置付けており、イベント戦闘において、NPCの兵士や民間人が戦闘に参加したり、マップに仕掛けられたトラップなどを解除しつつ敵を撃破したり、装置や軍旗などを破壊されないように守りつつ敵を倒したり、敵を見つからないように隠密行動をして目的を遂行するといった、多彩なギミックが戦闘に盛り込まれており、ただ単純に敵を倒すのとは違い、力押しだけではクリアできない『作戦の立案』がプレイヤーに要求される。多くのイベント戦闘の場合、主人公側に不利な状況から戦闘が始まり、それを如何に覆すかが鍵となる。場合によっては敵の増援が現れたり、友軍が助けに来たり、第三勢力を交えた三つ巴の戦いが行われたりと、文字通りシナリオの一部として機能した戦闘が繰り広げられる。
この戦闘システムは、ゲーム性の異なる『II』とランダムエンカウント制を採用している『III』を除く全てのナンバリングタイトルにおける、フィールド戦闘においても大きな意味合いを持つ。木や岩場、ダンジョン内の入り組んだ通路など、移動マップの地形がそのまま戦闘にも影響する。例えば、通路が入り組んでいる屋内マップでは、弓矢などを使う間接攻撃タイプのキャラクターは敵を射程内に収めるのに時間がかかるので不利。一方、防御力の高い前衛キャラならば、狭い通路に陣取って敵の進路を塞いで『渋滞』を引き起こし、後衛の魔法使いタイプの味方を守るといった戦い方が出来る。
逆に、視界が開けた平原のようなマップであれば、弓矢を使うキャラクターは画面の広範囲を射程内に収める事が出来るし、前衛キャラはいわゆる『渋滞』が発生しない為、自由に敵を狙える。敵も同じ条件の為、魔法使いや間接攻撃キャラは敵の接近を許しがちになり、大ダメージを受ける危険性が上がる。また、高低差によるハンディキャップも存在しており、低い位置から高所に立つ敵を間接攻撃で狙う事は出来ないが、高所からは一方的に狙える。こういった地形の把握も、戦闘を上手く運ぶ為に必要である。
他にも、魔法には詠唱時間が、物理攻撃や道具の使用には硬直時間と呼ばれる無防備な隙が存在する。また、敵の攻撃を受けても硬直時間が発生する為、如何に効率良く攻めて隙を減らして戦うかが重要になる。また、イベント戦闘が突然起こる可能性がある都合上、エンカウント戦闘では極力MPを節約して戦わないと、イベント戦闘が困難なものになる。
『V』と『VI』では戦闘がシームレス化した。その為、フィールド戦闘において、フィールド上の敵モンスターがこちらに気付く前に魔法で不意打ちを加えるなど、新たな戦略を立てることが出来るようになった。ただし、前述のようにそのマップに存在する敵を全滅させなければ勝利扱いにはならない。

### 主人公
『II』以外の作品の主人公は全員喋らない。作中の行動や言動は全てプレイヤーに委ねられ、選択肢で決定する。これらの選択によって主人公の性格や仲間達からの評価が変動し、性格によっては選べなくなる選択肢も存在する。但し、喋らないのは主人公として登場した作品のみで、続編や番外編に再登場した際はこの限りではない。『II』のみ主人公は喋り、性格も最初から設定されているが選択肢は存在する。
主人公の初期設定として「キャラメイク」が存在する。これは数々のイベントや選択肢あるいは戦闘などで主人公の行動を問い、その結果に応じて初期パラメータや性格が判定されると言うものである。特に『I』『V』『VI』は非常に多くのイベントが用意されており、有能な主人公を作るには試行錯誤が必要である。『IV』にはキャラメイクは存在しない。

### 妖精
『II』以外の喋らない主人公には、代弁者として妖精が付き添う。妖精の定義は作品毎に異なり、例えば『I』では「ホムンクルス」。『IV』では「使い魔」という扱いになり、更に『IV』は3種類（PSP版では4種類）の中から好きなタイプを選ぶ事が出来る。性格も作品それぞれで、主人公に忠実な者もいれば、あれこれ指示する者、手厳しいツッコミを入れる者や何となく付いて来てるだけの者も存在する。
『IV』以降では妖精を育成する事が可能になり、パラメータに応じて様々なコマンドが実行可能になる。育成の仕方は作品によって異なり、アイテムや現金が必要な場合やイベント戦闘をこなす必要がある場合があり、妖精は複数あるコスチュームを収集し着替えさせることも可能である。また、『III』以外では条件を満たせば妖精と恋仲になる事も出来る。

## シリーズ一覧
| 1999 | グローランサー                        |
| 2000 |                                       |
| 2001 | グローランサーII                      |
| 2001 | グローランサーIII                     |
| 2002 |                                       |
| 2003 | グローランサーIV                      |
| 2004 |                                       |
| 2005 | グローランサーIV Return               |
| 2006 | グローランサーV                       |
| 2007 | グローランサーVI                      |
| 2008 |                                       |
| 2009 |                                       |
| 2010 |                                       |
| 2011 | グローランサーIV オーバーリローデッド |

### 本編作品
- グローランサー（1999年11月25日、PS、PSP）
- グローランサーII -The sense of justice-（2001年7月26日、PS2）
- グローランサーIII -The dual darkness-（2001年、12月6日、PS2）
- グローランサーIV -Wayfarer of the time-（2003年12月18日、PS2、PSP）
  - グローランサーIV オーバーリローデッド（2011年8月18日、PS2、PSP）
- グローランサーV -Generations-（2006年8月3日、PS2）
- グローランサーVI -Precarious World-（2007年6月21日、PS2）

### 外伝作品
- グローランサーIV Return（2005年3月10日、PS2）

## 関連作品
- ラングリッサーシリーズ